# Marija Pevčich
Marija Konstantinovna Pevčich (in russo Мария Константиновна Певчих? trasl. anglosassone: Maria Konstantinovna Pevchikh; Zelenograd, 15 agosto 1987) è una giornalista, editorialista e politica russa con cittadinanza britannica, attivista contro la corruzione, ex Capo della Fondazione Anti-corruzione di Aleksej Naval'nyj e presidente del consiglio di amministrazione, nonché segretario politico del partito Russia del Futuro, organizzazioni oppositrici di Vladimir Putin.
Giornalista investigativa, Pevčich è nota per aver smascherato la corruzione ad alto livello in Russia. Produttore esecutivo del documentario Navalny, capo e conduttore del canale YouTube di Popular Politics, si oppone attivamente all'invasione russa dell'Ucraina.

## Biografia
Marija Pevčich è nata il 15 agosto 1987 nella città di Zelenograd, Repubblica socialista federativa sovietica russa. Si è diplomata al ginnasio Zelenograd n. 1528., ha quindi studiato presso la Facoltà di Sociologia dell'Università Statale di Mosca. Il relatore della sua tesi di laurea, Ritratto etno-sociologico della Gran Bretagna moderna, è stato il filosofo ultranazionalista Aleksandr Dugin, al tempo suo docente.
Nel 2010, Pevčich ha guidato una delegazione russa a partecipare al G8 Youth Summit a Vancouver, in Canada
Nel 2010 si è trasferita nel Regno Unito, dove si è laureata presso la facoltà di scienze politiche della London School of Economics. Pevčich detiene la doppia cittadinanza russo-britannica.
Marija Pevčich ha attirato l'attenzione dei media nel 2020 dopo l'avvelenamento del leader dell'opposizione russa Aleksej Naval'nyj. Era una delle compagne di Alexei Navalny durante il suo viaggio attraverso la Russia quando lui è stato avvelenato. Quando si è saputo che Navalny era caduto in coma, Pevčich è andata all'hotel dove aveva soggiornato e ha preso da lì delle bottiglie d'acqua di plastica. Le bottiglie sono state portate dalla Russia alla Germania sull'aereo su cui è stato evacuato Navalny. Gli esperti hanno successivamente trovato tracce dell'agente di guerra chimica Novichok.
Dopo che Leonid Volkov si è dimesso da presidente del consiglio di amministrazione della Fondazione anticorruzione, Pevčich è stata nominata alla carica il 22 marzo 2023.
Il 15 aprile 2024 è uscita la serie di documentari Traditori di cui è autrice e presentatrice, incentrata sugli oligarchi del periodo di Boris El'cin. La serie ha fatto discutere in quanto contiene anche un attacco diretto all'ex oligarca Mikhail Khodorkovsky, ricchissimo oppositore di Putin in esilio dal 2013 dopo 10 anni di prigione.
Vive in esilio nel Regno Unito essendo inserita in una lista di ricercati internazionali per "estremismo" dal 2023, come quasi tutti i dirigenti del suo partito e della Fondazione Anti-corruzione. 
Nonostante si sia opposta alla guerra, il sito ucraino ultranazionalista "Mirotvorets" l'ha inserita in una lista di nemici. È accusata di "partecipazione ad atti di aggressione umanitaria contro l'Ucraina". Il motivo sono state le parole di Pevchikh, che ha affermato che, secondo lei, era possibile scambiare singoli prigionieri politici russi in cambio della revoca di alcune sanzioni contro la Russia. Sul database del sito non sono presenti solo criminali di guerra russi e sostenitori del regime ma anche personaggi più moderati, ad esempio in passato vi fu inclusa la moglie di Volodymyr Zelens'kyj e l'ex premier italiano Silvio Berlusconi.